# Браун, Кларенс Флитвуд
Кла́ренс Фли́твуд Бра́ун (англ. Clarence Fleetwood Brown; 31 мая 1929, Андерсон, штат Южная Каролина, США — 18 июля 2015, Сиэтл, штат Вашингтон, США) — американский филолог-славист, литературовед-компаративист, переводчик, специалист по творчеству Осипа Мандельштама; профессор Принстонского университета (1959—1999), почётный профессор (1999). Автор первой биографии Мандельштама (1973), вошедшей в список финалистов Национальной книжной премии США (англ. National Book Award for Nonfiction) 1974 года и получившей Премию имени Кристиана Гаусса (англ. The Christian Gauss Award) в области литературной критики.

## Биография

### Ранние годы. Становление в профессии
Кларенс Браун родился в 1929 году в городе Андерсоне (штат Южная Каролина). С детства любил рисовать шаржи и карикатуры, в годы войны был редактором школьной газеты.
Изучал древнегреческую и русскую литературу, в 1950 году окончил Университет Дьюка со степенью бакалавра в области классической филологии. После окончания университета был призван в армию, четыре года служил в охранных войсках. Год был посвящён интенсивному изучению русского и немецкого языков в школе военных переводчиков в Монтерее, по окончании Браун был направлен в Берлин в качестве переводчика с немецкого.
Отслужив в армии, поступил в аспирантуру Мичиганского университета в Энн-Арборе, в 1955 году получил степень магистра в области лингвистики. Затем учился в Гарвардском университете (в числе преподавателей были Р. Якобсон, В. М. Сечкарёв, Р. Поджиоли), в 1962-м защитил кандидатскую диссертацию «Жизнь и творчество Осипа Мандельштама», ставшую первой в мире квалификационной работой о поэте.

### Преподавательская деятельность
С 1959 года преподавал в Принстонском университете, в 1962-м стал ассистентом профессора, в 1964-м был зачислен в штат. В 1969—1971 годах — профессор русской литературы на кафедре романских языков (англ. Department of Romance Languages), в 1971—1999-м — профессор сравнительной литературы на отделении славянских языков и литератур (англ. Department of Slavic Languages and Literatures). Читал лекции по русскому языку и литературе, вёл семинары и спецкурсы, посвящённые акмеизму, творчеству О. Мандельштама, Е. Замятина, В. Набокова, жанрам фэнтэзи, научной фантастики, антиутопии, искусству перевода, истории американской карикатуры, литературному творчеству и другие.

### В СССР/России
В 1962—1966 годах, период «холодной войны», Браун несколько раз приезжал в Советский Союз, жил в Москве и Ленинграде, общался с инакомыслящими и опальными литераторами и диссидентами — А. А. Ахматовой, В. Т. Шаламовым, Н. Я. Мандельштам, Е. Г. Эткиндом и другими. При участии и помощи Брауна были переправлены за границу и опубликованы за рубежом запретные в СССР рукописи, в числе которых «Воспоминания» Н. Я. Мандельштам, «Колымские рассказы» В. Т. Шаламова. Кларенс Браун входил в нелегальный «Комитет четырёх», образованный Н. Я. Мандельштам по образцу советских комиссий по литературному наследию, — «орган, призванный координировать все действия по изданию и переводу её книг на Западе». Весной 1966 года Брауном были сделаны аудиозаписи бесед с вдовой поэта, содержащие комментарии отдельных стихотворений, уточнения биографических реалий и др. Воспоминания Брауна о встречах с Надеждой Яковлевной опубликованы в журнале «The Russian Review».
В 1991 году Кларенс Браун участвовал в проходивших в Москве Вторых «Мандельштамовских чтениях» в Москве, был избран в Совет Мандельштамовского общества.

### Научная работа
Кларенс Браун — автор около 45 работ, посвящённых русской литературе XX века. Выступал в качестве автора монографий, переводчика, составителя, автора предисловий и послесловий, комментатора.
Переводил на английский язык прозу и поэзию О. Мандельштама, роман Евг. Замятина «Мы», работы В. М. Жирмунского по теории литературы и др. Вышедшая в 1965 году первая книга переводов прозы Мандельштама «The prose of Osip Mandelstam» номинировалась на Национальную книжную премию США. По оценке Г. Давенпорта,

Перевод Мандельштама Кларенса Брауна не только знакомит английского читателя с величайшим русским художником слова XX века, но и сам является одним из лучших образцов переводческого искусства: удивительные точность, интонации и чувство эпохи.
Оригинальный текст (англ.)Clarence Brown’s translation of Mandelstam not only gives English readers the greatest twentieth-century stylist in Russian but is also one of the finest examples ever of the translator’s art: a miracle of accuracy, tone, and feeling of period.
— Гай Давенпорт
Написанная Брауном первая биография Мандельштама (1973) вошла в список финалистов Национальной книжной премии в жанре нон-фикшн 1974 года и получила Премию имени Кристиана Гаусса (англ. The Christian Gauss Award) в области литературной критики. В 1960-х годах исследователь участвовал в издании американского собрания сочинений Мандельштама, на основе которого в 1974 году в США был издан первый в мире конкорданс к мандельштамовским произведениям (с предисловием Брауна).
В 1976 году, согласно воле вдовы поэта, при посредничестве К. Брауна архив Мандельштама был передан в Принстон. В своей «библиотечной „каморке“» Браун сделал первые краткие описания материалов, затем архив поступил в отдел рукописей и редких книг Файерстоунской библиотеки Принстонского университета. Браун был первым куратором архива.
В 1960—1970 годах Кларенс Браун был членом совета директоров Национального центра переводов. C 1990 года входил в комитет ежегодно присуждаемой Библиотекой Конгресса Национальной поэтической премии имени Ребеки Джонсон Боббит (англ. Rebekah Johnson Bobbitt).

### Художественное творчество
Любовь Брауна к карикатурам сохранялась всю жизнь. По свидетельствам студентов, он часто сопровождал свои лекции наглядными художественными экспромтами, набрасывая их на классной доске. Один из его семинаров в Принстоне был посвящён комиксу Джорджа Херримана «Krazy Kat» (рус. «Сумасшедший кот»). В 1977—1984 годах Браун работал редактором отдела карикатур в журнале «Saturday Review», его художественные работы публиковались также в журналах «The Spectator», «Esquire», «Playboy», «Village Voice», «Princeton Alumni Weekly» и других изданиях (часть под псевдонимом Flynn Belloc). В 1984 году художественное дарование профессора отмечала газета «The New York Times». С 1991 года Браун вёл сопровождающуюся карикатурами колонку «Чернильный суп» (англ. Ink Soup) в трентонской ежедневной газете «Times».

### Последние годы
В 1999/2000 учебном году Кларенс Браун получил статус почётного профессора Принстонского университета. После выхода в отставку переехал в Сиэтл, продолжал литературную работу и работу колумниста в периодических изданиях.
Скончался во сне 18 июля 2015 года.

## Основные труды

### Монографии
- Brown C. Mandelstam / Clarence Brown. — L.; N. Y.; Melbourne: Cambridge univ. press, 1973. — 320 p. — ISBN 0-521-20142X.[К 3]

### Антологии
- The Portable twentieth century Russian reader / ed., introd. and notes by C. Brown. — New York: Viking, 1985. — 599 p. — (The Viking portable library). — ISBN 9780670805310.[К 4]

### Переводы
- Mandelstam O. The prose of Osip Mandelstam / transl. C. Brown. — Princeton, N.J: Princeton univ. press, 1965. — 209 p. — ISBN 0-86547-238-6.[30][К 5] Репр. изд.: The Prose of Osip Mandelstam: The Noise of Time, Theodosia, The Egyptian Stamp / transl. with critical essays by C. Brown. — Репр. изд. 1965. — San Francisco: North Point press, 1986. — ISBN 0-86547-238-6.
- Žirmunskij V. Introduction to metrics : The theory of verse = [Введение в метрику : Теория стиха] / transl. from the Russian by C. F. Brown ; ed. with an introd. by E. Stankiewicz and W. N. Vickery. — London: Mouton, 1966. — 245 p. — (Slavistic printings and reprintings / Ed. by C. H. van Schooneveld; 58).
- Mandelstam O. Selected Poems by Osip Mandelstam / transl. by C. Brown and W. S. Merwin. — Oxford: Oxford univ. press, 1973. — 100 p. — ISBN 0-19-211826-9.[К 6]
- Zamyatin Yevg. We = [Мы] / transl. and with an introd. by C. Brown. — New York: Penguin Books, 1993. — 221 p. — (Penguin twentieth-century classics). — ISBN 0140185852. — ISBN 978-0-14-018585-0[К 7]

### Другое
- Браун К. Тайная свобода Осипа Мандельштама // Новый журнал. — Нью-Йорк, 1965. — № 80. — С. 86—104.
- Mandelʹshtam N. Hope Against Hope: A Memoir = [Воспоминания] / introd. by C. Brown; transl. M. Hayward. — London: Collins&Harvill press, 1971. — 432 p. — ISBN 978-0-00-262501-2. — ISBN 0-00-262501-6
- Мандельштам О. Э. Собрание сочинений: в 3 т. / под ред. и со вступ. ст. Г. П. Струве, Б. А. Филиппова. — Washington; N. Y.: Inter-Language Literary Associates / Международное литературное содружество, 1965—1971. — Т. 1: Стихотворения / вступ. ст. К. Брауна, Г. П. Струве и Э. М. Райса. — 1965. — 598 с. — 2-е изд., пересмотр. и доп. — 1967.
- Kouburlis, D. J. A concordance to the poemes of Osip Mandelstam / ed. by D. J. Kouburlis, with a foreword by Cl. Brown. — Ithaca, N. Y.: Cornell univ. press, 1974. — 678 p.

## Награды и звания
- Премия имени Кристиана Гаусса[англ.] (англ. The Christian Gauss Award) в области литературной критики (1974) за книгу «Мандельштам» — первую в мире биографию поэта[15][20]
- Почётный профессор (англ. Professor emeritus) Принстонского университета (1999)

## Оценки
По оценкам литературоведов XXI века, Кларенс Браун — «один из пионеров в исследовании творчества Мандельштама». Вклад учёного как «фактического первооткрывателя Мандельштама для англоязычного читателя» отмечался на конференции «Наследие Мандельштама», прошедшей в 2001 году в Принстоне и посвящённой 25-летию передачи архива поэта в собрание университета.
Кларенсу Брауну как «старейшине американского мандельштамоведения» посвящён 21-й выпуск «Записок Мандельштамовского общества», вышедший в 2012 году двумя изданиями.
Несмотря на неполноту охвата, обусловленную недоступностью сведений на момент написания, первая научная биография Мандельштама Кларенса Брауна по сей день сохраняет значение для исследователей.

## Комментарии
1. ↑  Во «Второй книге» Н. Я. Мандельштам закодированно называет его «один мой заокеанский друг»[5].
2. ↑  В состав комитета входили также О. В. Андреева-Карлайл, Н. А. Струве и корреспондент итальянской газеты «Corriere della Sera» Пьетро Сормани[10].
3. ↑  В базе данных WorldCat зафиксированы 15 изданий с 1972 по 1978 год[13].
4. ↑  18 изданий с 1985 по 2014  год[13].
5. ↑  15 изданий с 1965 по 1993 год[13].
6. ↑  24 издания с 1970 по 2004 год[13].
7. ↑  12 изданий с 1992 по 1994 год[13].
8. ↑  П. М. Нерлер указывает, что предисловие и первые семь глав монографии охватывают период до 1925 года: «Более чем скудными были сведения о том, что было с О.М. после 1925 года; и всё, что К. Брауну удалось наскрести, уместилось в одну восьмую главу, более напоминающую хронику»[10].